# Członek drużyny (koszykówka)
Ten artykuł opisuje zagadnienie koszykarskie zgodne z normami FIBA.
Zasady w ligach NBA, NCAA lub innych mogą różnić się od tutaj przedstawionych.
Członek drużyny – pojęcie w koszykówce, które stosuje się wobec pewnych osób wchodzących w skład drużyny. Pojęć tych nie należy utożsamiać, ponieważ nie każda osoba wchodząca w skład drużyny (np. trener, asystent, osoby towarzyszące), jest "członkiem drużyny".

## Uprawnienie do gry
Członek drużyny może zostać wpisany do protokołu meczu, tylko jeśli posiada autoryzację na grę w danej drużynie zgodną z regulacjami, w tym również określającymi limit wieku, ustalonymi przez organizatora rozgrywek.
Członek drużyny jest uprawniony do gry wtedy i tylko wtedy, gdy jego nazwisko zostanie wpisane do protokołu przed rozpoczęciem meczu.
Członek drużyny traci swoje uprawienia do gry w momencie, w którym popełnia piąty faul lub zostaje zdyskwalifikowany z innych przyczyn.

## Zawodnik
W trakcie gry każdemu z członków drużyny nadaje się jedną z funkcji:
- zawodnik
- zmiennik
- zawodnik wykluczony

W trakcie przerwy meczu wszyscy uprawnieni do gry członkowie drużyny są traktowani jako zawodnicy.

## Strój członka drużyny

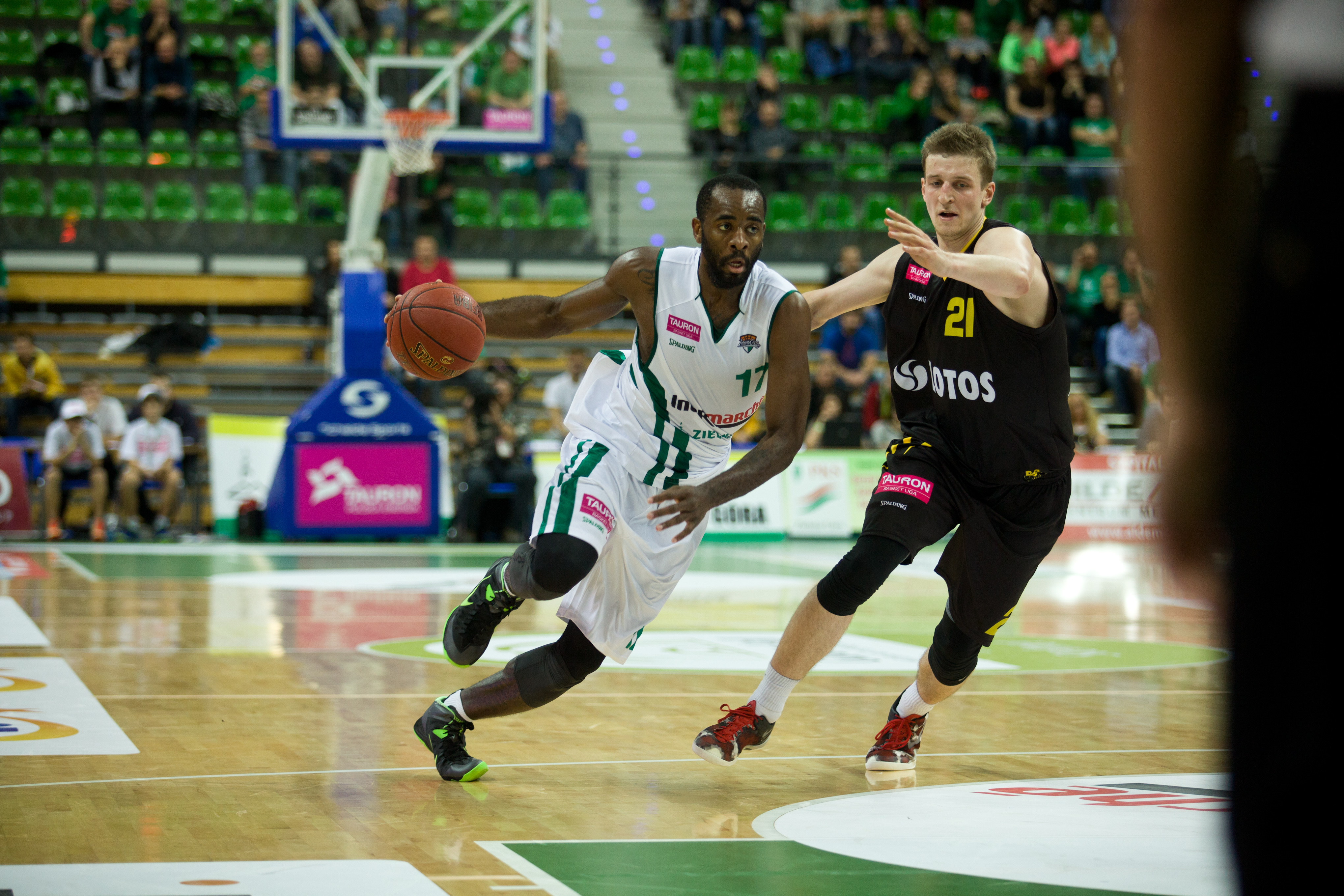
Członek drużyny gospodarzy ma strój w jasnym kolorze, a gości - w ciemnym

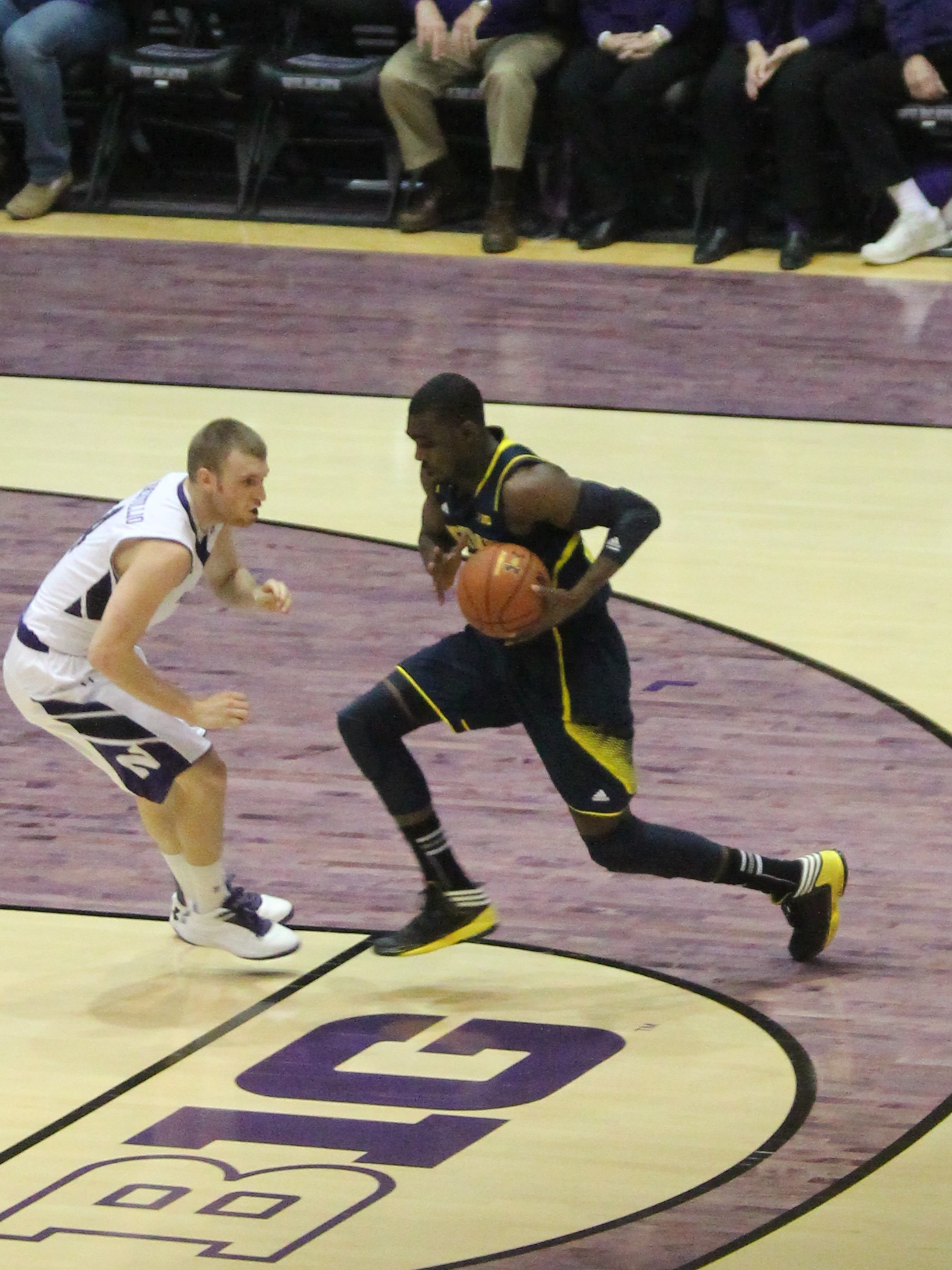
Członek drużyny gospodarzy ma strój w jasnym kolorze, a gości - w ciemnym

Stroje członków drużyny powinny składać się z:
- koszulek w tym samym dominującym kolorze z przodu i z tyłu,
- spodenek w tym samym dominującym kolorze z przodu i z tyłu (mogącym różnić się od koloru koszulek),
- skarpet w tym samym dominującym kolorze[4].

Koszulki muszą być wsadzone do spodenek. Zamiast koszulek i spodenek dozwolone jest też posiadanie strojów jednoczęściowych.

### Numery zawodników
Koszulki muszą posiadać numery. Numery muszą być wyraźne i kontrastujące z kolorem koszulki. Muszą być w jednolitym kolorze. Numery znajdują się zarówno z przodu koszulki (mają minimum 10 cm wysokości) i z tyłu koszulki (mają minimum 20 cm wysokości). Powinna je wyznaczać linia o szerokości nie mniejszej niż 2 centymetry. Zawodnicy tej samej drużyny muszą używać różnych numerów - żaden numer nie może się powtórzyć. Do dyspozycji mają numery od 4 do 15. Wyjątek stanowią reprezentacje narodowe, które mogą używać dowolnych numerów dwucyfrowych. Wszelkie reklamy oraz logo powinny być umieszczone co najmniej 5 centymetrów od numeru. 
Od 1 października 2014 dozwolone są powszechnie wszystkie numery od 1 do 99, a także numery 0 tudzież 00.

### Kolory strojów
Każda drużyna posiada minimum 2 komplety strojów (w różnych barwach). Preferuje się, aby drużyna gospodarzy nosiła koszulki w kolorze jasnym (najlepiej białe), z kolei goście - w kolorze ciemnym. Za zgodą obu drużyn kolory koszulek mogą zostać zmienione.

### Wyposażenie zabronione
Zabronione jest używanie przez zawodników wyposażenia dającego niezasłużoną przewagę (np. zwiększającego wzrost).
Oprócz tego zabronione są:
- nakrycia głowy, biżuteria, ozdoby;
- ochraniacze oraz utwardzone opatrunki na palce, rękę, nadgarstek, łokieć lub przedramię, jeśli są wykonane ze skóry, plastiku, giętkiego (miękkiego) plastiku, metalu lub jakiegokolwiek innego twardego materiału, nawet jeśli są pokryte miękką wyściółką;
- przedmioty, które mogą zaciąć lub spowodować inne obrażenia - w szczególności zabronione jest posiadanie długich paznokci[10].

### Wyposażenie dozwolone
Dozwolone są:
- Rękawy uciskowe (kompresyjne) w tym samym dominującym kolorze co koszulki;
- Ochraniacz barku, górnej części ramienia, uda lub dolnej części nogi, jeśli jest dostatecznie wyściełany;
- Pończochy uciskowe (kompresyjne) w tym samym dominującym kolorze co spodenki. Jeśli pończochy noszone są na udach muszą się kończyć nad kolanem, jeśli natomiast na łydce, muszą one kończyć się pod kolanem;
- Ściągacze kolanowe, jeśli są odpowiednio pokryte;
- Okulary, jeśli nie stwarzają zagrożenia dla innych zawodników;
- Bezbarwne, przeźroczyste ochraniacze na zęby;
- Ochraniacze na złamany nos, nawet jeśli są wykonane z twardego materiału;
- Opaski na głowę o maksymalnej szerokości 5cm, wykonane z nieszorstkiej tkaniny w jednolitym kolorze, z giętkiego plastiku lub gumy;
- Bezbarwne, przeźroczyste (cieliste) tapy naklejane na ramiona, barki, nogi itp.[11]

Każde inne wyposażenie, które nie zostało wymienione, musi zostać zatwierdzone przez Komisję Techniczną FIBA.